# Andrei Postică
Andrei Postică (n. 20 decembrie 1980, Galați, România) este un senator român, ales în 2020 din partea USR. 